# Granada Tipo 97
La Tipo 97  (九七式手榴弾 Kyūnana-shiki Teryūdan?) fue la granada de mano de fragmentación estándar del Ejército Imperial Japonés y las Fuerzas Navales Especiales de Desembarco de la Armada Imperial Japonesa durante la segunda guerra sino-japonesa y la Segunda Guerra Mundial.

## Historia y desarrollo
La Tipo 97 fue desarrollada a partir de la anterior Tipo 91, que también podía usarse como granada de mano pero era principalmente empleada como munición para los lanzagranadas Tipo 10 y Tipo 89. Por este motivo tenía menos poder explosivo y una mayor demora que una granada de mano. Para corregir estos problemas, el Buró Técnico del Ejército desarrolló un nuevo diseño en 1937.

## Diseño
La Tipo 97 tiene las mismas característica de la mayoría de granadas de fragmentación de la época: una carcasa "tipo piña" cuadrillada y segmentada que dispersa afiladas esquirlas al explotar. Para accionarla, primero había que atornillar el percutor para que sobresalga de la base de la espoleta. Entonces se retiraba el pasador jalándolo de su cuerda, para poder retirar la cubierta protectora de la espoleta. Un golpe fuerte contra una superficie dura, como una roca o un casco, harían ceder un muelle y aplastaría una delgada cubierta de latón, permitiendo al percutor golpear el fulminante e iniciar la secuencia de pre-encendido antes de lanzarla contra el blanco. Sin embargo, al compararla con las granadas aliadas de la época, la Tipo 97 era más débil y debido a la falta de un mecanismo de encendido automático, en la práctica era una granada poco fiable e incluso peligrosa de utilizar debido a su imprecisa espoleta.
Físicamente, la Tipo 97 era casi indistinguible de la Tipo 91, excepto por la falta de un sóquet roscado en su base para acoplar un contenedor auxiliar con carga propulsora. Las etiquetas de papel con las fechas de fabricación selladas advertían de la demora de 4-5 segundos.

## Historial de combate
La Tipo 97 fue suministrada como equipo estándar a los soldados japoneses en la segunda guerra sino-japonesa y durante las diversas campañas de la Segunda Guerra Mundial.